# Pura Tirta Empul
De Pura Tirta Empul is een Hindoeïstische tempel op het Indonesische eiland Bali. De tempel is bekend vanwege haar heilig water dat uit een nabijgelegen bron komt.
De tempel is gelegen nabij de stad Tampaksiring. Het tempelcomplex bestaat uit een petirtaan of bad-inrichting, beroemd om zijn heilig bronwater, waar Balinese hindoe's gebruik van maken om zich ritueel te reinigen. Het bassin heeft een bron waaruit regelmatig vers water komt, dat de Balinese hindoe's beschouwen als amritha of heilig. Tirta Empul betekent in het Balinees "Heilige Bron".

## Bouw van de tempel
De Tirta Empul Tempel werd in het jaar 962 gebouwd rond een grote waterbron, dit was in de tijd van de Warmadewa-dynastie (10e-14e eeuw). De bron is ook het begin van het riviertje Pakerisan. De tempel kan worden onderscheiden in drie delen: Jaba Pura (voortuin), Jaba Tengah (centraal deel) en Jeroan (binnentuin). Jaba Tengah beschikt over 2 bassins en 30 douches die als namen hebben: Pengelukatan, Pebersihan en Sudamala dan Pancuran Cetik.
De tempel is gewijd aan Vishnu. 
Op een heuvel die over de tempel uitziet, werd een villa gebouwd voor het bezoek van president Soekarno in 1954. De villa is tegenwoordig een rustverblijf voor belangrijke gasten.

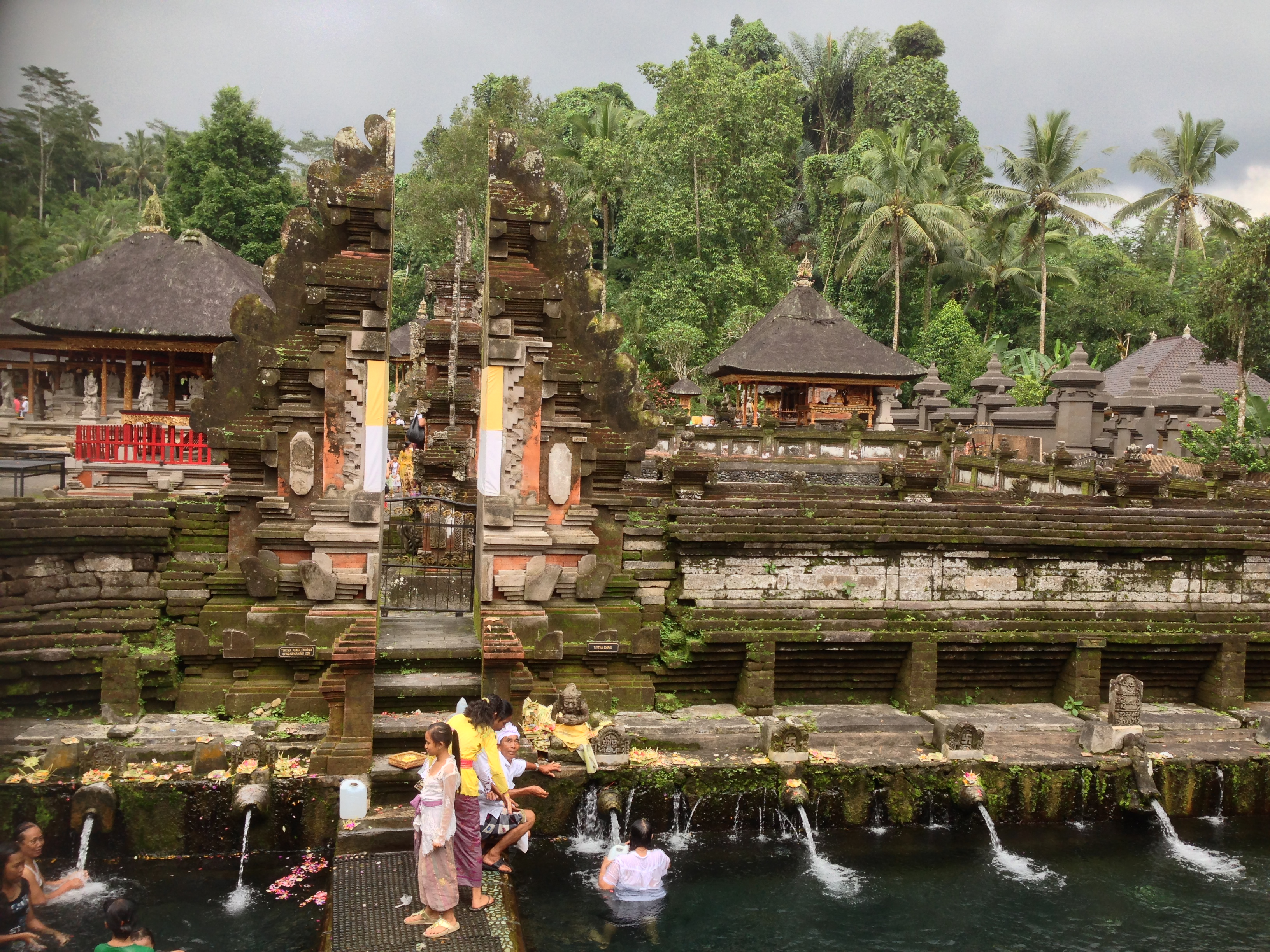
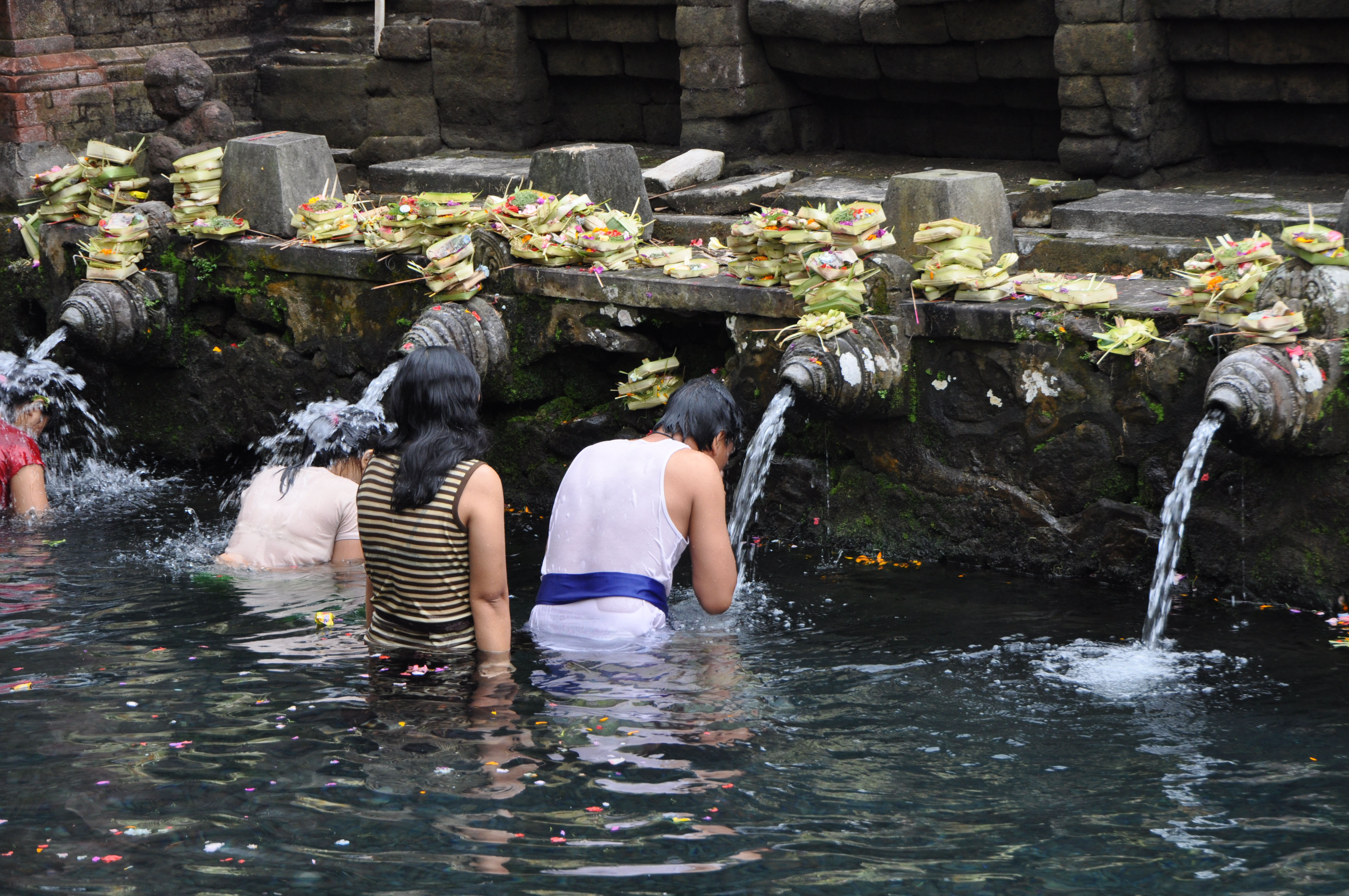
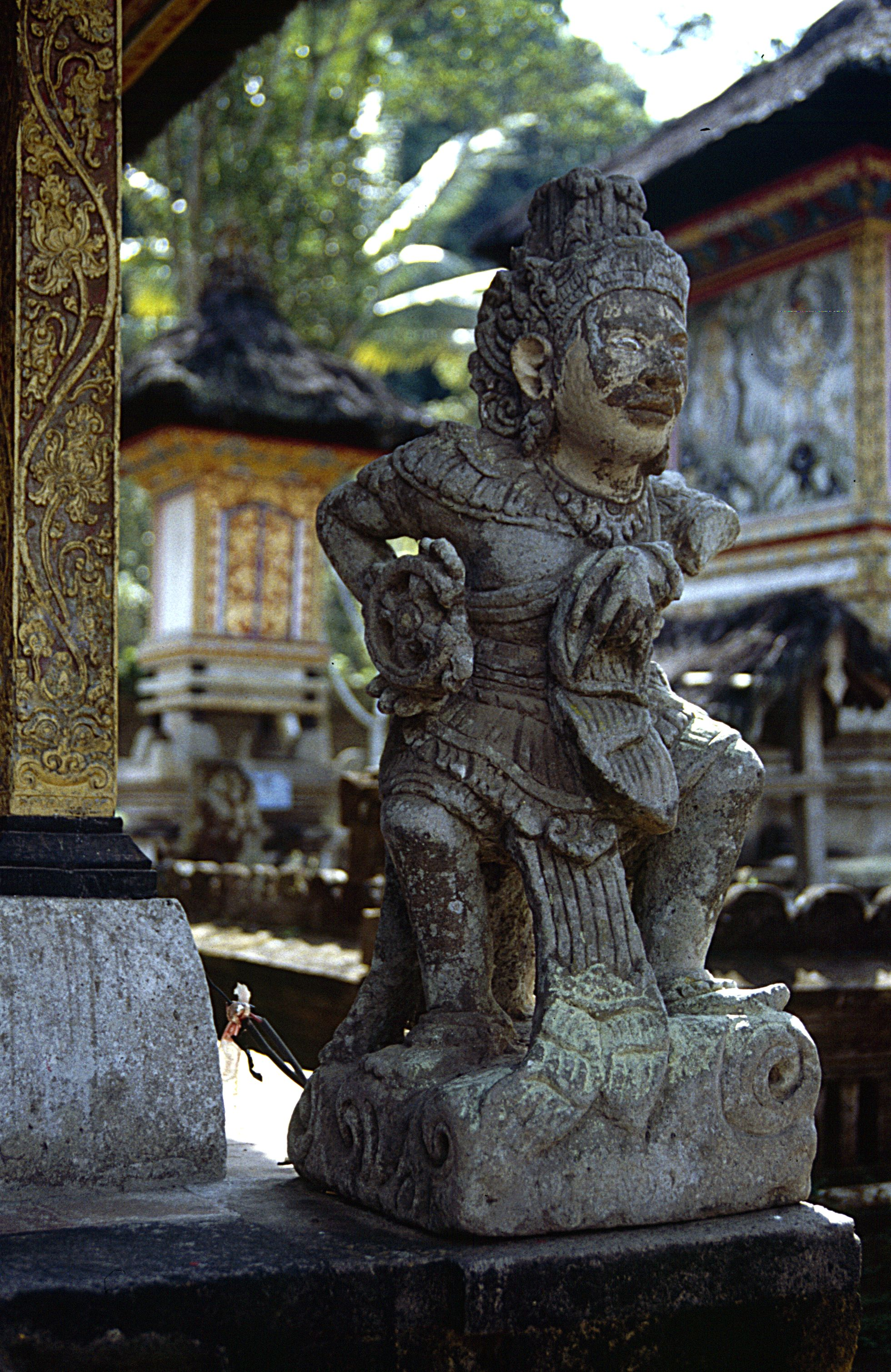

## Waterkwaliteit
Aangenomen wordt dat het water doorgaans schoon genoeg is voor ritueel baden. Volgens een rapport uit 2017 onderzochten de autoriteiten echter berichten over watervervuiling en gezondheidsrisico's in het Tirta Empul-complex.